# Покровское (муниципальный округ Горноуральский)

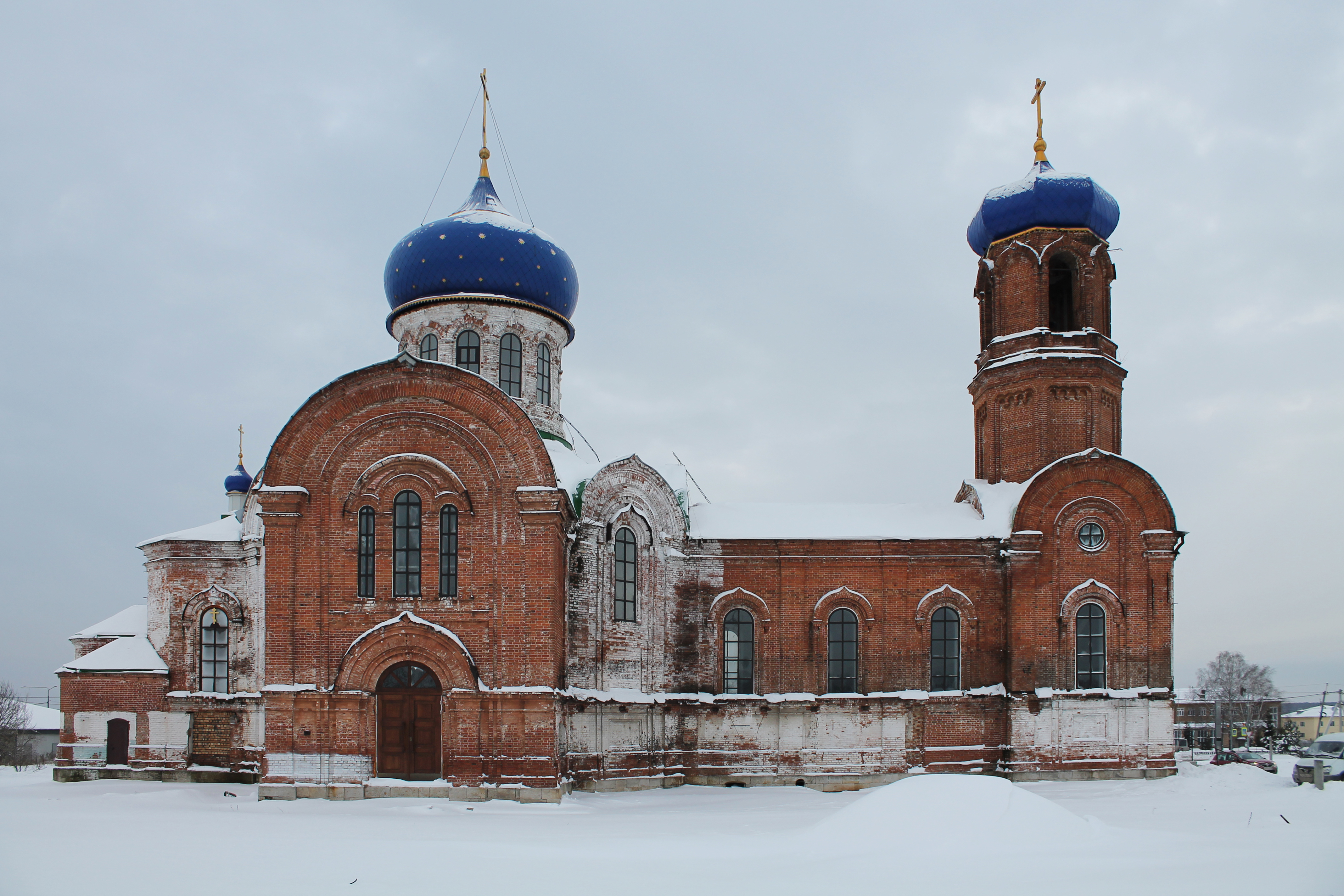
Церковь Покрова Пресвятой Богородицы

Покро́вское — село в Пригородном районе Свердловской области России. Входит в муниципальный округ Горноуральский, является центром Покровской территориальной администрации.
Ранее было центром Покровского сельсовета Пригородного района.

## География
Село Покровское расположено к востоко-северо-востоку от Нижнего Тагила, приблизительно в 20 километрах от центра города. Село находится в верхнем течении реки Салки (притока Исы).
Через село Покровское проходят автодорога Нижний Тагил — Алапаевск и железная дорога, соединяющая данные города.

## Часовой пояс
Покровское, как и вся Свердловская область, находится в часовой зоне МСК+2. Смещение применяемого времени относительно UTC составляет +5:00.

## История
Весьма удобное место на Салдинской дороге на речке Салке» в 1806 году Н. Н. Демидов выбрал для деревни, куда предполагал поселить «переводимых и впредь перевестись могущих сюда в заводы из подмосковных моих вотчин крестьян с семействами». Заводчик распорядился «срубить там из сухого лесу две большие избы… с нужными принадлежностями и печами» и поместить в них «на первый случай» по нескольку семей. Новой деревне Демидов дал собственное имя — Никольская.
Кроме «первопоселенцев», которые, как предполагал заводчик, должны были заниматься «пахотными работами», в 1828 году здесь поселились «переведенцы» из украинской Шептаковской «экономии», занятые на приисках. В 1843 году в деревне насчитывалось 94 двора с числом жителей 659 человек.
В январе 1872 года в деревне было открыто начальное народное училище с числом учащихся 62 человека. На содержание учебного заведения для жителей деревни ввели специальный налог, равнявшийся 40 копейкам. В 1855 году в деревне был построен деревянный храм во имя Святого Николая, и деревня получила статус села.
В 1899 году была образована самостоятельная Покровская волость (ранее село числилось в составе Нижнетагильской волости).
В 1934 году создана кооперативная артель «Индустрия», где изготавливались лопаты, топоры, после реорганизации, в 1960 году, стали выпускать мягкую кровлю, вату.
В 1959 году на базе подсобных хозяйств «Ватиха» и «Имени 1 Мая» Уралвагонзавода создана Нижнетагильская птицеводческая фабрика, прилегающая к западной части села Покровского, называемой Майка. Директором фабрики назначен В. Г. Прудченко. В 1964 году была сдана в эксплуатацию первая очередь фабрики на 40 тысяч несушек. Уже, за 1965 год коллектив фабрики дал горожанам около 12 миллионов яиц и несколько десятков тонн курятины.

## Население
| 2002 | 2010  | 2021  |
| ---- | ----- | ----- |
| 3633 | ↘2425 | ↗2489 |

Структура
По данным Всероссийской переписи населения 2002 года, русские составляли 96 % от общего числа жителей села Покровского. По данным переписи населения 2010 года, в селе проживали 2425 человек — 1129 мужчин и 1296 женщин.

## Достопримечательности
- Церковь Покрова Пресвятой Богородицы
- Стела-памятник советскому воину
- Памятник самолёту «МиГ-17»

## Социальная сфера
В селе Покровском есть православная церковь Покрова Пресвятой Богородицы, дом культуры, школа, два детских сада, фельдшерский пункт, опорный пункт полиции, отделения Сбербанка и «Почты России».

## Промышленность
К западу от села находится Нижнетагильская птицефабрика. Есть ряд небольших частных фирм.

## Транспорт
Село Покровское находится на автомобильной дороге Нижний Тагил — Верхняя Салда — Нижняя Салда — Верхняя Синячиха — Алапаевск. В селе останавливаются междугородние автобусы. От сквозной дороги есть ответвление на посёлок Сокол.
Также через село проходит участок Смычка (Нижний Тагил) — Алапаевск — Каменск-Уральский Свердловской железной дороги. В селе Покровском расположены остановочный пункт 20 км и станция Салка Свердловской железной дороги.
К северу от Покровского, в посёлке Сокол, находится военный аэродром «Салка».